# 철원중학교
철원중학교(鐵原中學校)는 대한민국 강원특별자치도 철원군 철원읍 화지리에 있는 공립 중학교이다.

## 학교 연혁
- 1955년 8월 15일 : 철원중학교 설립인가
- 1955년 10월 15일 : 철원중학교 개교
- 1976년 3월 1일 : 중.고등학교 분리
- 1980년 3월 1일 : 남·여학교 분리
- 1983년 2월 28일 : 학칙 개정(중 18학급)
- 2024년 12월 31일 : 제69회 졸업
- 2025년 3월 1일 : 제29대 김성진 교장 부임

## 참고 자료
- 철원중학교 - 한국교육학술정보원 학교알리미